# Маянів
Мая́нів — село в Україні, у Гніванській міській громаді Вінницького району Вінницької області. Населення становить 473 осіб.

## Географія
Село розташоване на заході Вінницького району на кордоні із Жмеринським на трьох пагорбах, за 18 км від селища Тиврів, в 32 км від Вінниці, 20 км від Жмеринки, 13 км від Гнівані.
Сусідні населені пункти:

## Клімат і ґрунти
Як зазначав на рубежі XIX — XX ст. дослідник Ю. Сіцінський, на «місті села колись були ліси», а «завдяки розташуванню на височині та рясноті садів, у кліматичному відношенні місцевість Маянова благодатна». «Ґрунт — чорнозем, місцями — глина, середньої родючості»

## Історія

### Давнина
На місті села виявлено неолітичну стоянку (VI — IV тис. до н. е.), на шляху до Гришівців — городище овальної форми з валами епохи бронзи (XI — Х ст. до н. е.). Пам'ятками залізної доби є залишки криці, знайдені у Маянові.

### Заснування і назва села
Перше відоме письмове джерело, де згадується назва села, датується 1552 р. У документі йде мова про поділ сіл і містечок на Тиврівщині між польськими та українськими панами, у якому вказано, що донькам Семена Семашка дісталися села: Ворошилівка, Маянів, Шершні, Гута Шершнівська, Янків (теперішні Іванківці).

### Козацька доба
Наприкінці весни 1648 р. козаки під проводом М. Кривоноса, визволяючи Тиврівщину з півночі, зупинились табором між Маяновим та Гришівцями. За легендою, саме з того часу ліс у цій місцині дотепер зберігає назву «Кривоніс», а загони козака Кривошапки з Уманського полку просувалися з півдня. Маянів у той час адміністративно увійшов до складу Краснянської сотні Брацлавського полку.

### Руїна
З часів Руїни залишилися згадки про перебування у 1672–1676 рр. війська турецького султана Мехмеда IV і битву козаків з турками на полі між Маяновим та Гришівцями, а також спомини про знищення села:

| «Турки вирізали цілі міста і села. Гірка доля спіткала жителів с. Маянів. Більша частина жителів була вирізана, залишилась одна вулиця. Турок, який перший прийшов на цю вулицю, побачив дуже гарну молоду пару, змилостивився над молодятами і сказав, щоб вони попередили інших про небезпеку. Але вони цього не зробили і самі втекли в ліс. Коли в чоловіка почала текти з носа кров, він сказав, що це вбили його маму, і він буде мати гріх (маятись все життя). Коли турки пішли, подружжя відродило село».[7] |

### Панщина
З поверненням у 1699 р. до польської корони, а після ліквідування у 1797 р. Брацлавського намісництва з переходом в управління Російської імперії Маянів перебуває у складі Ворошилівської волості Вінницького повіту. Розвиваються господарство, торгівля, традиційні промисли. Жителі Маянова займаються переважно рільництвом, вичинкою полотна, візництвом, відхожими промислами. 

Серед володарів села у різні періоди — Потоцькі (з 77 крипаків у 1811 р.), Вільямовські, Ян та Антонина Жаковські, Болеслав та Марцелина Соколовські.

У 1884 р. село передається до Браїлівської волості Вінницького повіту. Наприкінці XIX ст. в Маянові — 113 обійсть з 818 жителями, а також кілька десятків селян мешкають у навколишніх фільварках — Маянова корчма (1 подвір'я, 6 чол.), Маянів хутір (5 дворів, 23 чол.), Маяновський млин або Божидарка (10 обійсть, 74 особи).

На початку XX ст. вже нараховується 192 дворів з 1125 жителями, переважно українців православного сповідання, а також невелика частка євреїв та католиків. Остання володарка села — дворянка Бессарабської губернії Єлизавета Федорівна Станкевич, лютеранка, що постійно проживає у маєтку і веде господарство. В селі працює водяний розтрусний млин, є православна церква і парафіяльна школа.

### Духовне життя
Дерев'яна церква Хресто-Водвиження із дзвіницею побудована у 1781 р. на кошти парафіян. Школа грамоти відкрита парохом Снігурським у 1874 р. Окремий будинок для школи з'явився у 1896 р. Католицька громада Маянова належала до костела Св. Матеуша у Ворошилівці.

З життя православної громади того часу відомо, що: у 1780 р. парох Михайло Рибицький відмовився від приходу через тривалий конфлікт с паном. Наглядачами при церкві у той час були Іван Строцький, а за ним парох сусіднього с. Рижавка Андрій Чапрунський. У 1885 р. службу в церкві правив батько майбутнього поета Володимира Свідзінського — Євтимій Аксентійович. У 1890 р. парохом був Ферапонт Тарногродський (кол. священик Іоано-Богословської домашньої церкви Подільської духовної семінарії у м. Кам'янець-Подільському)

### Революційна доба
У вирії революційних подій та із затвердженням радянської влади у Маянові було знищено панські маєтки і церква.
Внаслідок адміністративно-територіальної реформи 1923 р. Маянів мав сільську раду, яка відносилася до Краснянського району Вінницької округи.
У 1928 створено колгосп ім. Губаря (голова колгоспу — Ременюк, голова сільради — Петровський). Жертвами голодомору офіційно визнано 20 мешканців села.

### Нацистська окупація
Село було захоплено 17 липня 1941 р. і опинилось у румунській зоні окупації «Трансністрія». Остаточне визволення сталося 15—17 березня 1944 р. На фронтах війни загинули 49 односельців.

### Нова історія
У 1954 році Маянів перетворився на бригадне село після об'єднання господарств у колгосп ім. імені Свердлова з конторою у Ворошилівці. Господарство спеціалізувалося на відгодівлі великої рогатої худоби.

### Новітня історія
У сучасну добу село являє усі ознаки занепаду.

## Населення

### Мова
Розподіл населення за рідною мовою за даними перепису 2001 року:
| Мова       | Кількість | Відсоток |
| ---------- | --------- | -------- |
| українська | 369       | 98.92%   |
| російська  | 2         | 0.54%    |
| румунська  | 2         | 0.54%    |
| Усього     | 373       | 100%     |

## Пам'ятки і видатні люди

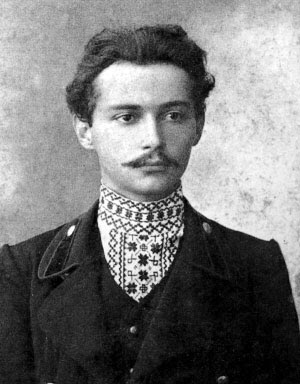
Володимир Свідзінський

В селі є Пам'ятник 49 воїнам-односельцям, загиблим у часи Другої світової війни (1968).
В селі народився Свідзінський Володимир Євтимович (1885–1941) — український поет, перекладач, краєзнавець.

## Галерея

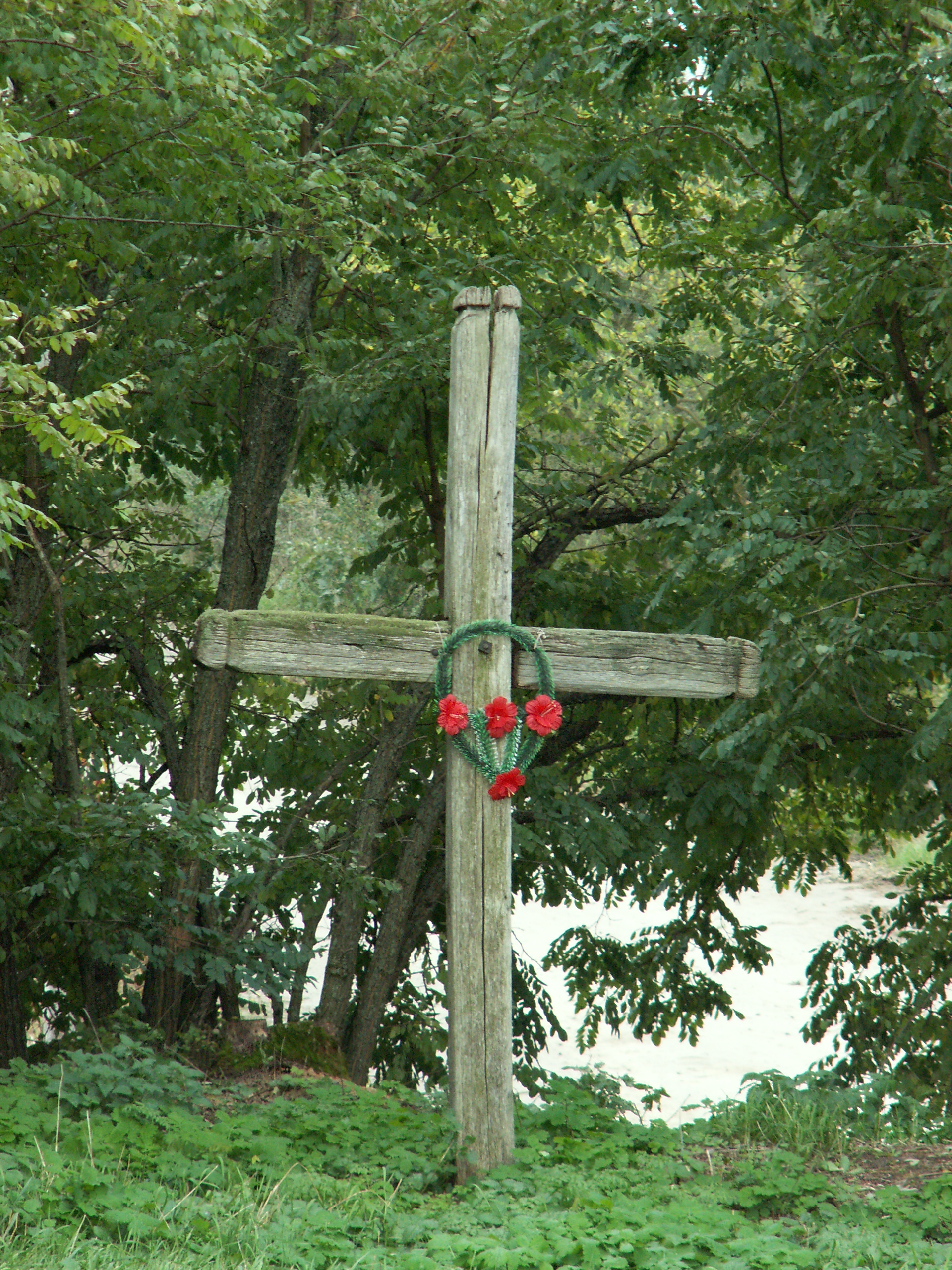
Хрест на роздоріжжі в Маянові
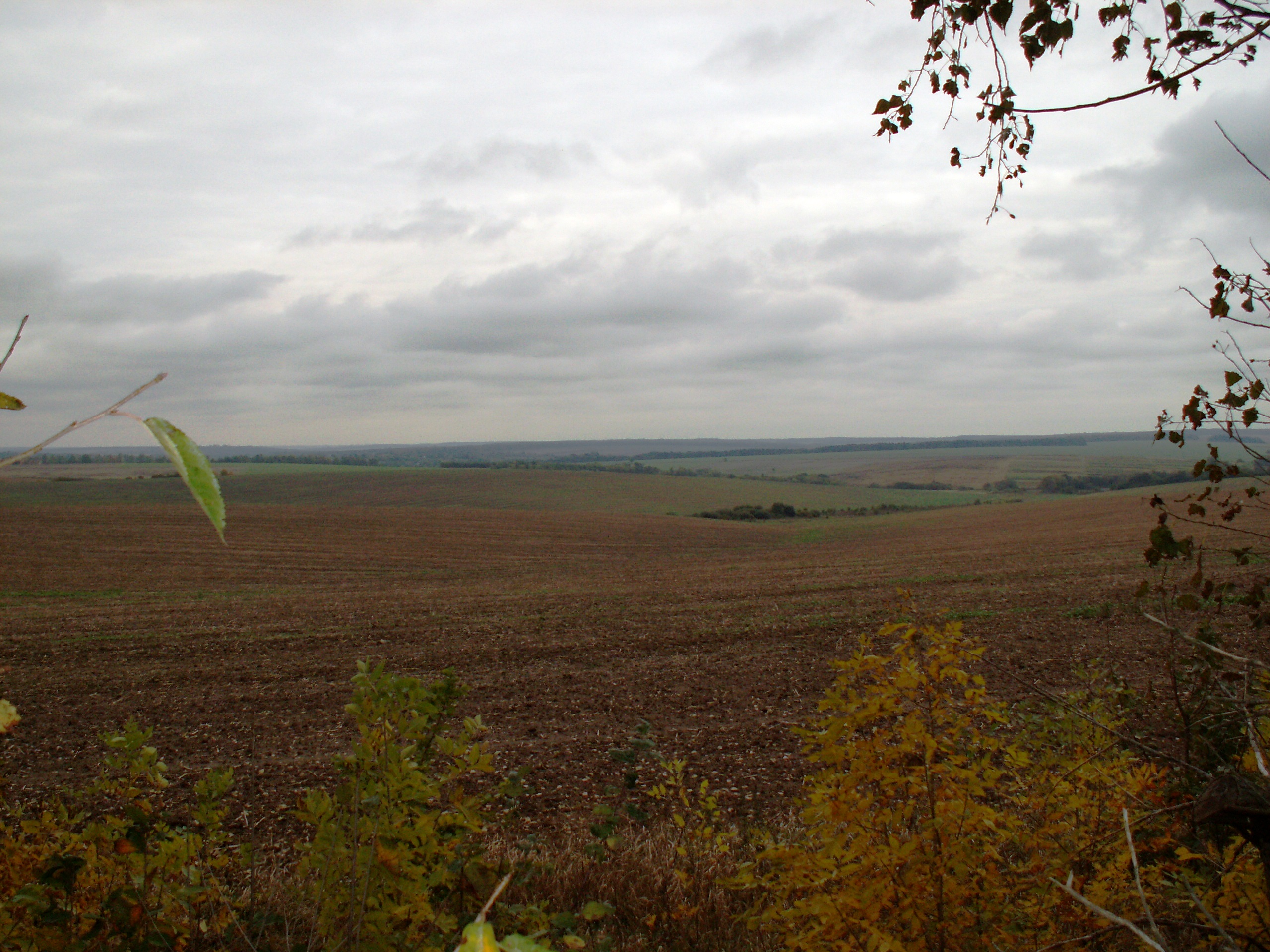
Маянівський краєвид
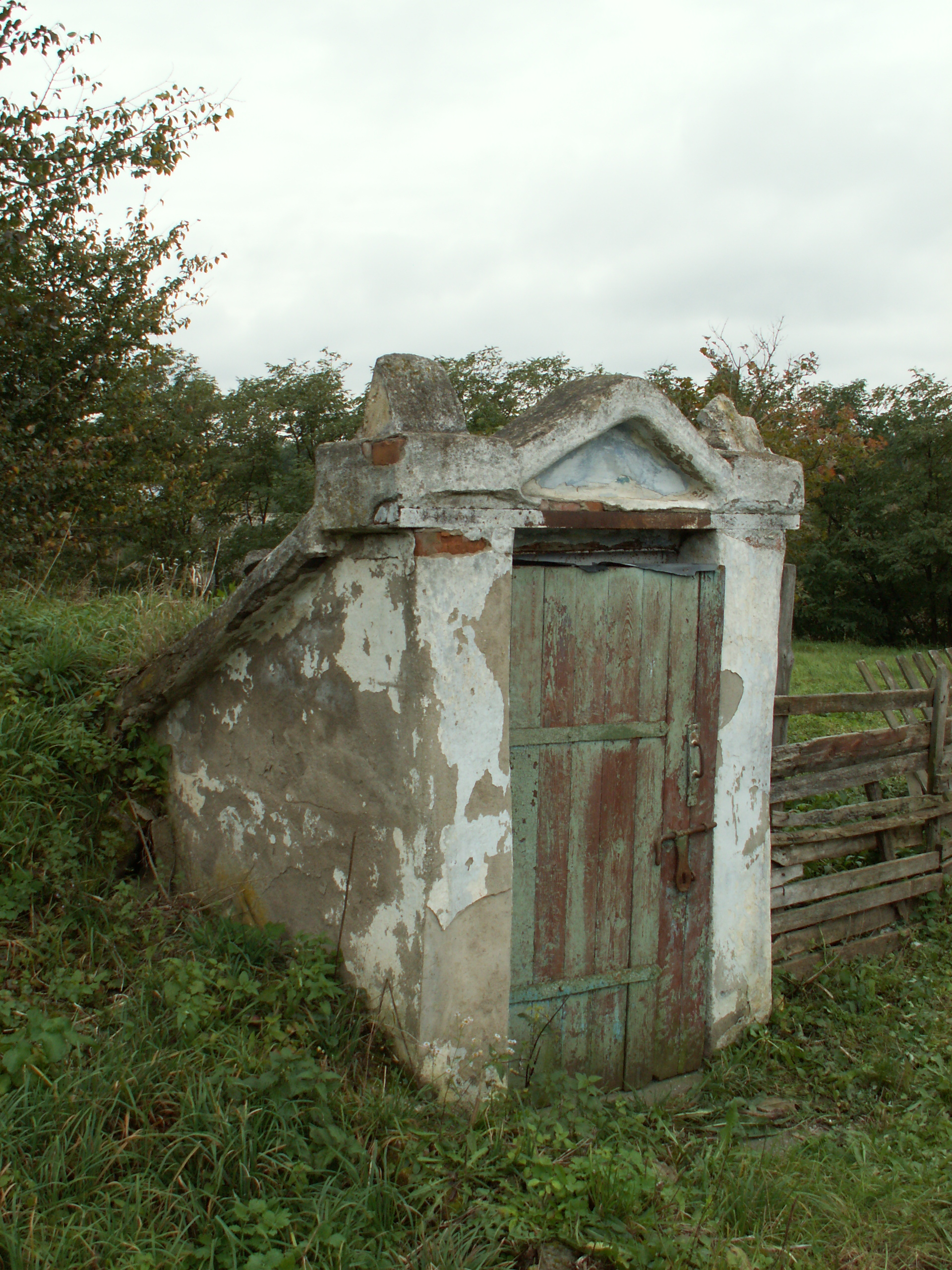
Старий льох в Маянові